# ザビーナ・フォン・バイエルン
ザビーナ・フォン・バイエルン（Sabina von Bayern, 1492年4月24日 - 1564年8月30日）は、ヴュルテンベルク公ウルリヒの妃。

## 生涯
バイエルン公アルブレヒト4世と妃クニグンデの娘として、ミュンヘンで生まれた。
母方の伯父、神聖ローマ皇帝マクシミリアン1世の政治的判断により、6歳でヴュルテンベルク公ウルリヒと婚約し、15歳で結婚した。ウルリヒの暴力により、結婚生活は不幸だった。ザビーナはクリストフ（1515年 - 1568年）とアンナ（1513年 - 1530年）の2子を残して、母と兄弟のいるミュンヘンへ避難しなければならなかった。
1551年にクリストフが公位を継ぐと、公家の寡婦の住まいのあるニュートリンゲン（現在のバーデン＝ヴュルテンベルク州エスリンゲン郡）に移住した。そこで彼女は小さな宮廷を営み、ヴュルテンベルクのプロテスタントらの集まる場所とし、女性教育を助けた。